# Collaboration
| Recensione | Giudizio |
| ---------- | -------- |
| AllMusic   |          |

Collaboration è un album a nome Shorty Rogers/André Previn, pubblicato dalla casa discografica RCA Victor Records nel febbraio del 1955.

## Tracce

### LP
Lato A
1. It's Delovely – 2:26 (Cole Porter) – Registrato il 14 settembre 1954 a Los Angeles, California
2. Porterhouse – 2:45 (musica: André Previn) – Registrato il 14 settembre 1954 a Los Angeles, California
3. Heat Wave (from the production "As Thousands Cheer") – 2:36 (musica: Irving Berlin) – Registrato il 30 marzo 1954 a Los Angeles, California
4. 40° Below – 2:40 (musica: André Previn) – Registrato il 14 giugno 1954 a Los Angeles, California
5. You Stepped Out of a Dream (from "Ziegfeld Girl") – 2:25 (testo: Gus Kahn – musica: Nacio Herb Brown) – Registrato il 30 marzo 1954 a Los Angeles, California
6. Claudia – 3:23 (musica: André Previn) – Registrato il 14 giugno 1954 a Los Angeles, California

Lato B
1. You Do Something to Me – 3:06 (Cole Porter) – Registrato il 14 settembre 1954 a Los Angeles, California
2. Call for Cole – 2:16 (musica: Shorty Rogers) – Registrato il 14 settembre 1954 a Los Angeles, California
3. Everything I've Got (Belongs to You) (from the production "By Jupiter") – 3:35 (testo: Lorenz Hart – musica: Richard Rodgers) – Registrato il 30 marzo 1954 a Los Angeles, California
4. Some Antics – 3:20 (musica: Shorty Rogers) – Registrato il 14 giugno 1954 a Los Angeles, California
5. It Only Happens When I Dance with You (from "Easter Parade") – 3:00 (Irving Berlin) – Registrato il 30 marzo 1954 a Los Angeles, California
6. General Cluster – 2:59 (musica: Shorty Rogers) – Registrato il 14 giugno 1954 a Los Angeles, California

- Durata e date registrazione brani ricavati dalle note su CD pubblicato nel 1995 dalla "RCA Records" (ND 74398)

## Musicisti
It's Delovely / Porterhouse / You Do Something to Me / Call for Cole
- Shorty Rogers – tromba
- Shorty Rogers – arrangiamenti (brani: It's Delovely / Call for Cole)
- André Previn – pianoforte
- André Previn – arrangiamenti (brani: Porterhouse / You Do Something to Me)
- Milt Bernhart – trombone
- Bud Shank – sassofono alto, flauto
- Bob Cooper – sassofono tenore, oboe
- Jimmy Giuffre – sassofono baritono
- Jack Marshall – chitarra
- Joe Mondragon – contrabbasso
- Shelly Manne – batteria

Heat Wave / You Stepped Out of a Dream / Everything I've Got / It Only Happens When I Dance with You
- Shorty Rogers – tromba
- Shorty Rogers – arrangiamenti (brani: Heat Wave / You Stepped Out of a Dream)
- André Previn – pianoforte
- André Previn – arrangiamenti (brani: Everything I've Got / It Only Happens When I Dance with You)
- Milt Bernhart – trombone
- Bud Shank – sassofono alto, flauto
- Bob Cooper – sassofono tenore, oboe
- Jimmy Giuffre – sassofono baritono
- Al Hendrickson – chitarra
- Joe Mondragon – contrabbasso
- Shelly Manne – batteria

40° Below / Claudia / Some Antics / General Cluster
- Shorty Rogers – tromba
- Shorty Rogers – arrangiamenti (brani: Some Antics / General Cluster)
- André Previn – pianoforte
- André Previn – arrangiamenti (brani: 40° Below / Claudia)
- Milt Bernhart – trombone
- Bud Shank – sassofono alto, flauto
- Bob Cooper – sassofono tenore, oboe
- Jimmy Giuffre – sassofono baritono
- Al Hendrickson – chitarra
- Curtis Counce – contrabbasso
- Shelly Manne – batteria [3]

Note aggiuntive
- Registrazioni effettuate a Hollywood, California
- William James Claxton – foto copertina album originale
- George Simon e Barry Ulanov (Metronome Magazine) – note retrocopertina album originale [4]